# エルヴェ・アルファン
エルヴェ・アルファン（Hervé Alphand, 1907年5月31日、パリ - 1994年1月13日、パリ）は、フランスの外交官である。1956年から1965年まで在アメリカ合衆国フランス大使を務めた。

## 生涯
外交官の家庭に生まれ、法律を学び、政治学の学位を取得。1930年、金融監察官となる。同年、ミュージック・ホールの歌手であるクロード・レイノー (Claude Raynaud) と結婚したが、1957年に離婚した。
1934年、トルコ政府の財政再編を支援すべくアンカラに派遣され、商務省に入る前の1936年には、モスクワ駐在の財務官に任命された。

## ド・ゴールの経済顧問
第二次世界大戦の勃発当時、彼はヴィシー政権と対立する在ワシントンD.C.フランス大使館の金融顧問であったが、1941年に同職を辞し、ロンドンにいたシャルル・ド・ゴールに協力した。後にフランス国民解放委員会（CFLN：当初はロンドンに、後にアルジェに設置）の経済、金融及び植民地担当理事と経済担当官に任命され、ド・ゴールの側近となった。
1944年にパリが解放されると、外務省の経済担当官となり、欧州の安全保障と復興に関する数々の会議に参加した。1947年7月には、マーシャル・プランを作成したパリ16ヶ国会議のフランス代表として出席した。

## フランス代表
1950年にフランス大使の階級に昇進し、1952年から1954年までNATOのフランス代表を、1955年には国連のフランス常駐代表を務めた。また、1956年から1965年まで在アメリカ合衆国フランス大使を務め、米仏関係において主導的役割を果たした。その中には、脱植民地化との絡みでアルジェリア戦争を説明したことや、1958年に政権復帰したド・ゴールが1966年にNATOの軍事機構から離脱した際、NATOに対するフランスの立場の正当性を主張したことなどが含まれる。

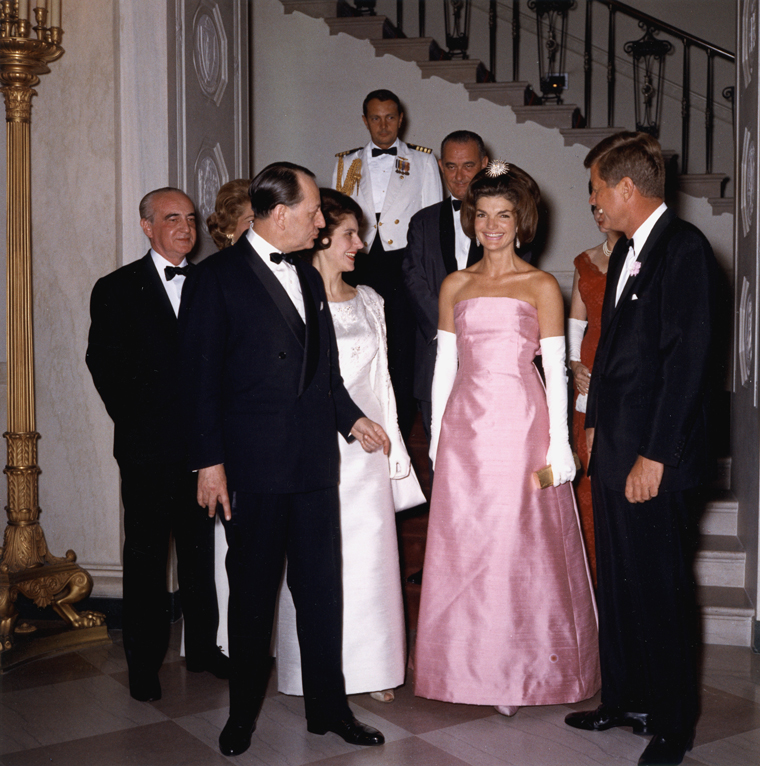
アンドレ・マルローを招いた晩餐会にて。1962年5月11日

ワシントン駐在中、妻のニコル・アルファン（Nicole Alphand：エティエンヌ・ビュノー＝ヴァリーヤ (Étienne Bunau-Varilla) の先妻。1958年にエルヴェ・アルファンと再婚）は、ケネディ政権の間、フランス大使館を外交使節の歓迎会で有名にした。
1965年にパリに戻り、1972年まで外務事務次官を務めた。その後、中東と極東に外交使節団を派遣した。1977年、回顧録『生きているという奇跡：1939年 - 1973年までの日誌』を上梓した。
パリで死去。パッシー墓地に葬られた。

## 著作
- L'Étonnement d'être, journal 1939-1973, Fayard, 1977.[7]
- Le Partage de la dette ottomane et son règlement, Preface Anatole de Monzie, Paris: Les Éditions internationales, 1928